# Clinton Morrison
Clinton Hubert Morrison (Wandsworth, 1979. május 14. –) ír válogatott labdarúgó.
Az ír válogatott tagjaként részt vett a 2002-es világbajnokságon.